# Igreja Presbiteriana Cristã
A Igreja Presbiteriana Cristã - em inglês Christian Presbyterian Church - foi uma denominação presbiteriana, formada em 1991, sob liderança do Rev. Dr. John E. Kim, por igrejas que se separam da Igreja Cristã Reformada na América do Norte (ICRAN), quando esta passou a permitir a ordenação de mulheres.
Em 1995, o pastor fundador voltou para a Coreia do Sul, a denominação deixou de existir e a maioria de suas igrejas se integrou à Igreja Presbiteriana na América.
Enquanto isso, parte de suas igrejas formou a Igreja Presbiteriana Evangélica Coreana na América em 1997.

## História
Na década de 1990, a Igreja Cristã Reformada na América do Norte (ICRAN) passou a permitir a ordenação de mulheres. Tal mudança doutrinária levou a formação de denominações dissidentes. Em 1991, um grupo de igrejas cujos membros eram em sua maioria de etnia coreana, sob liderança do Rev. Dr. John E. Kim, se separaram da ICRAN e formaram a Igreja Presbiteriana Cristã (IPC). Em 1993, foi realizado o primeiro sínodo da denominação, que à época era formada por 20 igrejas e 6.000 membros.
Em 1995, o pastor fundador da IPC voltou para a Coreia do Sul e a denominação deixou de existir. Consequentemente, a maioria de suas igrejas foi absorvida pelo Presbitério Coreano do Sudoeste da Igreja Presbiteriana na América. Outras igrejas, que não fizeram parte da união, formaram a Igreja Presbiteriana Evangélica Coreana na América, em 1997.

## Relações Intereclesiásticas
Em 2005, a Igreja Cristã Reformada na América do Norte recebeu o Rev. Joseph Kyung Kim, vindo da IPC, como pastor de uma de suas igrejas.